# مارك فييفي
مارك فييفِي (بالفرنسية: Marc Fievet)، وإسمُهُ الكامل هو مارك فرونسوا كزافيي جون فيليب فييفي (بالفرنسية: Marc François Xavier Jean Philippe Fievet)، وُلِدَ في 21 شتنبر 1944 في مدينة كامبري الفرنسية. كان يعمل مُخبراً لحِساب الجمارك الفرنسية حاملاً للرقم التسلسلي NS 55 DNRED. معروف باختراقه للشبكات تهريب المخدرات وإسقاطهِ شخصيات كبيرة من مافيا التهريب في يد العدالة.

تعـرَّضَ مارك للخِيانةِ من لدُنِ من كان يعملُ لحِسابِـهِـمْ، وقضى عَشراً من عُمُرِهِ في سجونِ دولٍ مختلفةٍ هي إسبانيا وبريطانيا وكندا وكذلكَ بلدِهِ فرنسا. ثم أُطلِقَ سراحُهُ في السادسِ والعِـشرينَ مِن مـاي سنة 2005.
 مارك فييفي هو الشخصيةُ الرئيسيةُ في الفيلمِ الفرنسيِّ جبل طارق، الذي أخرَجَهُ جوليان لوكلير سنة 2013.

## تفاصيل قصته مع التهريب
عرض المدير العام للإستخبارات والتحريات الجُمرُكية السابق جون-هنري رِيـوجي على مارك فييفي للمرة الأولى العمَلَ مع الجمارك سنة 1988. جون يعتبر مارك واحداً من أفضلِ العملاء المخبرين في فرنسا. بفضل حركيتهِ المتواصـلـة وعملهِ الدؤوب استطاع إسقاط 97 مهرب للمخدرات. لقد كان مارك فييفي في صراعٍ دائمٍ مع السُّلطات لأنها حسب رأيه تتحركُ ببطئٍ وتُـعـرقِـلُها التَّـرتيبات الإدارية.
سنةَ 1993، اخترقَ لحِـساب السلطات الفرنسية شبـكـةَ مافيا إيطالية يرأسها كلاوديو باسكال لوكاطيلي.و أوقـفـت السلطات البريطانية والكندية قاربينِ يمتلكهما هما: بوسايدون و باسيفيكو. وسُـجِـنَ سنة 1994 في إسبانيا بتهمة تهريب المخدرات. ثمَّ بريطانيا وأخيراً حُـكِـمَ عليهِ في كندا بالسِجنِ مـدى الحياة.

عرضتْ عليهِ سلطات فرنسا الاعتراف بالتُّـهمِ المنسوبةِ إليه في كندا مقابل عوتهِ إلى أرضِ الوطن ثمَّ إطلاق سراحه فوراً. ولكن، لما عادَ مارك إلى فرنسا بعدَ أن قام بما أخبروهُ به، لم تنفَّذ تلك الوعود واحتُفِظَ به سجيناً حتى سنة 2005.

## رأيه في فيلم جبل طارق
العميلُ السَّابقُ للجماركِ الفرنسيةِ، مارك فييفي، كتـبَ كِتاباً يحكي فيهِ قصَّتَهُ وألهَمَ بهِ المخرِجَ جوليان لوكلي في فيلمِهِ جبل طارق.
أشادَ مارك بالمُمَثـلِ جيل لولوش الذي مثَّـلَ دورَهُ واعتَبَرَهُ ممثلاً جيداً. قالَ عنه: «وجدتُ نفسي في عُيونِ جيل لولوش، خصوصاً عندما يستوعِبُ أنَّ كلَّ شيءٍ حولَهُ ينهار (...) هذا الفيلم جعلني أتأثر»

أما بخصوصِ الفيلم نفسه فيقول:«نرى شخصيةً غارقةً في دوامة. أعتقدُ بداخلي أنَّ هذهِ فعلاً قصتي». ويقول: «يُظهِرُ الفيلمُ أنَّ سببَ اشتِغالي مع الجمارك هو احتياجي للمال. أبدو في حالةٍ مزريةٍ من الحاجةِ والعَـوَز. هذا خطأ. فعندما تقَـرَّبتْ مني الشرطةُ سنةَ 1988 في منطقةِ جبل طارق لإمدادِهِم بالمعلوماتِ واختراقِ شبكاتِ تهريبِ المخدرات، إنَّـما قَـبِـلـتُ عرضَـهُـم بسببِ ميولي للمغامرة وتحَمُّـسي لفِـكـرةِ العملِ في مهمةٍ خاصة. أعتقدُ أنَّ الفيلم َيحكي ما عشتُـهُ أكثرَ ممَّـا يحكي قِصَّتي».

ما يأسف عليه مارك فييفي في الفيلم هو إهمالُهُ للجانب السياسي والإداري لقَـضيته. والفيلم حسبَ تصريحاته لا يُـظهرُ اللِّقاءاتِ الكثيرةِ مع المديرِ العَـامِّ للجمارك الذي كانَ في الخدمة في تلكَ الفترة. وهي دليل على أنَّه وقبل كلِّ شيءٍ إنما كانَ يعملً لحِسابهم. مارك ليسَ غاضِباً على من يرؤسوهُ ولكنَّه منْـزعِـجٌ ويشعُر بالألمِ والضَّيقِ.

## روابط خارجية
- مارك فييفي على موقع IMDb (الإنجليزية)